# Emily Mkamanga
Emily Mkamanga (sinh 27 tháng năm 12 1949 - 28 tháng 11 năm 2021) là một nhà văn và nhà bình luận xã hội người Malawia. Bà là một trong số ít các nhà văn nữ nổi tiếng ở Malawi.

## Tiểu sử
Emily Lilly Mkamanga sinh ra ở Chilumba ngày 27 tháng 12 năm 1949.
Bà được giáo dục tại Livingstonia, Uliwa, Trường trung học nữ Lilongwe và Đại học Malawi, nơi bà học ở trường đại học nông nghiệp Bunda và tốt nghiệp năm 1971. Sau khi làm việc tại Trạm nghiên cứu nông nghiệp Chitedze, bà đã có mười lăm năm làm nhân viên thông tin nông nghiệp tại Ngân hàng Quốc gia. Khi còn ở đó, năm 1990 bà đã xuất bản The Night Stop, một cuốn tiểu thuyết về "người vợ đau khổ của một luật sư lăng nhăng".

## Sáng tác chính trị xã hội
Việc nghỉ hưu của bà ở ngân hàng vào năm 1993 trùng với thời điểm 30 năm cầm quyền của Tiến sĩ Hastings Banda. Năm 2000, tường thuật của bà về những năm đó đã được xuất bản bởi nhà xuất bản Dudu Nsomba của John Lwanda. Mang tên Suffering in Silence: Malawi women's thirty year dance with Dr Banda, cuốn sách đã được mô tả là "một phân tích về tâm lý ám ảnh của một bạo chúa thời hiện đại" và một "bút chiến" trở thành "một hình thức vạch trần Banda".
Từ "dance" của tiêu đề đề cập đến những điệu nhảy của phụ nữ được bố trí tại các cuộc mít tinh chính trị ca ngợi Tiến sĩ Banda. Mặc dù việc khiêu vũ đã từng được liên kết với các nhà hoạt động nữ quyền, nhưng tất cả phụ nữ đều được yêu cầu và được kiểm soát thông qua sự lãnh đạo của Đảng Quốc hội Malawi. Mkamanga nói rằng phụ nữ bị ép buộc và bóc lột để thỏa mãn nhà độc tài cầm quyền, mặc dù ông ta tự xưng là người bảo vệ cho phụ nữ: như một nkhoswe, nghĩa là một người chú hoặc anh em có thẩm quyền ở chế độ mẫu hệ tại các nền văn hóa Malawian. Nhiều người ở Malawi sẽ mô tả việc nhảy múa là một phần truyền thống trong văn hóa của họ, một ý tưởng được thúc đẩy bởi Banda, trong khi Mkamanga cho rằng phụ nữ ở Malawi thường được hướng dẫn bởi "truyền thống gia trưởng và chuẩn mực văn hóa". Cùng năm đó Suffering in Silence được xuất bản, bà cũng là đồng tác giả của Road to Democracy: role of the media in the 2000 Malawi local government elections: final report.
Bà là một chuyên mục viên thường xuyên cho Nyasa Times, đồng thời viết các ý kiến chính trị và xã hội ở nơi khác. Bà còn được gọi là "nhà sử học xã hội" cũng như bình luận viên hoặc nhà báo. Vào năm 2013, chủ tịch của Hội Nhà văn Malawi đã mô tả bà là một trong ba nhà văn nữ "nổi tiếng" duy nhất trong nước. (Những người khác là Walije Gondwe và Janet Karim). Bà phục vụ trong hội đồng quản trị của nhiều tổ chức khác nhau, bao gồm ActionAid ở Malawi, Hội đồng Truyền thông của Malawi, Hội Nhà báo Malawi, Thanh niên và Xã hội, và Học viện Báo chí Điều tra.